# Rak (znamení)

Znamení Raka

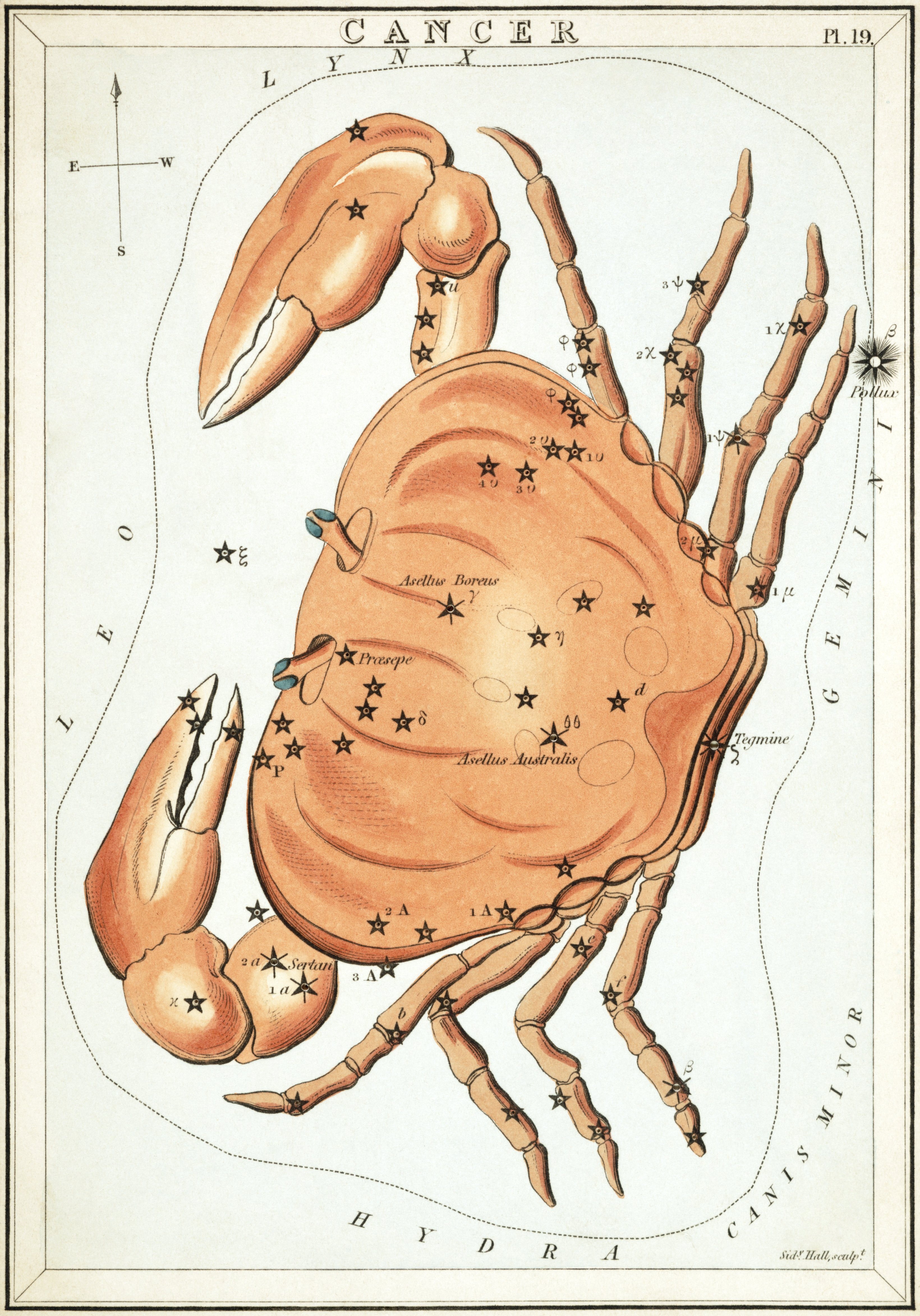
Souhvězdí Raka v Zrcadle Úranie

Rak je čtvrté astrologické znamení zvěrokruhu mající původ v souhvězdí Raka. Na zvěrokruhu zaujímá oblast 90° – 120°. V západní astrologii je Rak považován za negativní a introvertní znamení. Je také považován za vodní znamení. Rak je podle astrologie ovládán Měsícem. Kromě několika případů, kdy byl zobrazen jako rak nebo humr byl v historii zobrazován obvykle jako krab.
V západní astrologii je Slunce v konstelaci Raka zhruba od 22. června do 22. července. V sideralistické astrologii je v ní zhruba od 14. července do 6. srpna.